# Fimbristylis eligulata
Fimbristylis eligulata är en halvgräsart som beskrevs av Ethirajalu Govindarajalu. Fimbristylis eligulata ingår i släktet Fimbristylis och familjen halvgräs. Inga underarter finns listade i Catalogue of Life.